# Dolichiscus opiliones
Dolichiscus opiliones is een pissebed uit de familie Austrarcturellidae. De wetenschappelijke naam van de soort is voor het eerst geldig gepubliceerd in 1981 door Schultz.